# Чешка на Песми Евровизије 2022.
Чешка је учествовала на Песми Евровизије 2022 у Торину, у Италији, а своју жељу за учешћем су потврдили још у септембру 2021. Чешка је за 2022. годину бирала свог представника кроз фестивал Песма Евровизије Чешка 2022. Победник избора је била група We Are Domi са песмом „Lights Off”.
Чешки емитер ЧТ се вратио на начин избора кроз национално финале после једне године паузе како би интерно послали певача Бени Кристо који је требао да наступи на Песми Евровизије 2020. која је отказана. Враћање на овај формат је потврђено у октобру 2021.

## Песма Евровизије Чешка 2022.
Слање пријава је отворено 16. септембра 2021. и трајало је до 30. септембра те исте године. Композитори било које националности су могли да шаљу песме, али њихови извођачи су морали да имају чешко држављанство. За дуете и групе, бар један главни вокал је морао да испуњава тај услов. Емитер је добио преко 150 пријава за учешће, од којих је 7 одабрано за такмичење, који су објављени 6. децембра 2021. на конферецији за новинаре у Прагу
Само такмичење је одржано онлајн од 7. до 15. децембра 2021, а победник је објављен 16. децембра.

## Учесници
| Извођач(и)               | Песма                          | Композитор(и)                                                                          |
| ------------------------ | ------------------------------ | -------------------------------------------------------------------------------------- |
| Анабел                   | „Runnin' Out of Freakin' Time" | Анабел, Марсел Прочазка, Ондреј Федлер, Том Ехлер                                      |
| Елис Мраз                | „Imma Be"                      | Елис Мраз                                                                              |
| Гиуди                    | "Jezinky"                      | Амелија Сиба, Јитка Мартриђијано, Џошуа Банвел                                         |
| Џордан Хај и Ема Сметана | „By Now"                       | Џордан Хај                                                                             |
| Skywalker                | „Way Down"                     | Дамијан Куцера, Давид Мацалицки, Јан Куцера, Лукас Вудленд, Томѕш Ротчедл              |
| The Valentines           | „Stay or Go"                   | Јан Долежал                                                                            |
| We Are Domi              | „Lights Off"                   | Еинар Ериксен Квалеј, Еби Еф Џоунс, Доминика Хашек, Каспер Хатлестад, Бенџамин Рекстад |

### Финале
Од 7 песама, комбинацијом гласова међународног жирија (50%), међународне публике (50%) и чешке публике (25%), одлучено је да су победници We Are Domi са песмом „Lights Off". Гласови публике су се прикупљали кроз званичну апликацију Песме Евровизије од 7. до 15. децембра 2021.
Чланови међународног жирија су били:
- Виктор Кроне – представник Естоније 2019.
- Tix – представник Норвешке 2021.
- Maraaya – представници Словеније 2015.
- The Black Mamba – представници Португала 2021.
- Мањижа – представница Русије 2021.
- Blind Channel – представници Финске 2021.
- Go_A – представници Украјине 2021.
- Дади Фрејр – представник Исланда 2021.
- Gjon's Tears – представник Швајцарске 2021.
- Џеј Астон – представник Уједињеног Краљевства 1981. као део групе Bucks Fizz
- Пол Харингтон - представник Ирске 1994. са Чарлијем Мекгетинганом
- Чарли Мекгетинган - представник Ирске 1994. са Полом Харингтоном

| Р. бр. | Извођач(и)               | Песма                          | Жири    | Жири  | Публика | Публика | Поени | Пласман |
| Р. бр. | Извођач(и)               | Песма                          | Гласови | Поени | Чешка   | Интл.   | Поени | Пласман |
| ------ | ------------------------ | ------------------------------ | ------- | ----- | ------- | ------- | ----- | ------- |
| 1      | We Are Domi              | „Lights Off"                   | 120     | 12    | 3       | 6       | 21    | 1       |
| 2      | Гиуди                    | „Jezinky"                      | 69      | 6     | 4       | 5       | 15    | 3       |
| 3      | Анабел                   | „Runnin' Out of Freakin' Time" | 84      | 8     | 1.5     | 1.5     | 11    | 6       |
| 4      | Елис Мраз                | „Imma Be"                      | 92      | 10    | 5       | 2       | 17    | 2       |
| 5      | The Valentines           | „Stay or Go"                   | 57      | 4     | 1       | 1       | 6     | 7       |
| 6      | Џордан Хај и Ема Сметана | „By Now"                       | 49      | 3     | 6       | 3       | 12    | 4       |
| 7      | Skywalker                | „Way Down"                     | 69      | 6     | 2       | 4       | 12    | 5       |

| Детаљни поени међународног жирија | Детаљни поени међународног жирија | Детаљни поени међународног жирија | Детаљни поени међународног жирија | Детаљни поени међународног жирија | Детаљни поени међународног жирија | Детаљни поени међународног жирија | Детаљни поени међународног жирија | Детаљни поени међународног жирија | Детаљни поени међународног жирија | Детаљни поени међународног жирија | Детаљни поени међународног жирија | Детаљни поени међународног жирија | Детаљни поени међународног жирија | Детаљни поени међународног жирија |
| Р. бр.                            | Песма                             | EST                               | NOR                               | SVN                               | POR                               | RUS                               | FIN                               | UKR                               | ISL                               | SUI                               | UK                                | IRL1                              | IRL2                              | Total                             |
| --------------------------------- | --------------------------------- | --------------------------------- | --------------------------------- | --------------------------------- | --------------------------------- | --------------------------------- | --------------------------------- | --------------------------------- | --------------------------------- | --------------------------------- | --------------------------------- | --------------------------------- | --------------------------------- | --------------------------------- |
| 1                                 | „Lights Off"                      | 12                                | 12                                | 4                                 | 12                                | 10                                | 4                                 | 12                                | 12                                | 12                                | 10                                | 10                                | 10                                | 120                               |
| 2                                 | „Jezinky"                         | 2                                 | 8                                 | 2                                 | 3                                 | 4                                 | 12                                | 6                                 | 10                                | 10                                | 2                                 | 8                                 | 2                                 | 69                                |
| 3                                 | „Runnin' Out of Freakin' Time"    | 6                                 | 2                                 | 10                                | 8                                 | 3                                 | 6                                 | 10                                | 3                                 | 8                                 | 12                                | 12                                | 4                                 | 84                                |
| 4                                 | „Imma Be"                         | 8                                 | 10                                | 12                                | 6                                 | 12                                | 10                                | 4                                 | 4                                 | 6                                 | 8                                 | 6                                 | 6                                 | 92                                |
| 5                                 | „Stay or Go"                      | 10                                | 4                                 | 6                                 | 2                                 | 2                                 | 3                                 | 3                                 | 6                                 | 3                                 | 3                                 | 3                                 | 12                                | 57                                |
| 6                                 | „By Now”                          | 4                                 | 6                                 | 3                                 | 4                                 | 6                                 | 2                                 | 2                                 | 2                                 | 2                                 | 6                                 | 4                                 | 8                                 | 49                                |
| 7                                 | „Way Down"                        | 3                                 | 3                                 | 8                                 | 10                                | 8                                 | 8                                 | 8                                 | 8                                 | 4                                 | 4                                 | 2                                 | 3                                 | 69                                |